# کیومی کاتو (بازیکن والیبال)
کیومی کاتو (انگلیسی: Kiyomi Kato؛ زادهٔ ۹ مارس ۱۹۵۳) بازیکن والیبال اهل ژاپن است.
وی در مسابقات کشوری و بین‌المللی در مجموع برندهٔ ۱ مدال طلا شده‌است.